# La Vilavella
La Vilavella är en kommun i Spanien.   Den ligger i provinsen Província de Castelló och regionen Valencia, i den östra delen av landet, 300 km öster om huvudstaden Madrid. Antalet invånare är 3 281. Arean är 6,2 kvadratkilometer. La Vilavella gränsar till Nules.
Terrängen i La Vilavella är platt åt nordost, men åt sydväst är den kuperad.